# Superliga (sang)
 For alternative betydninger, se Superliga. (Se også artikler, som begynder med Superliga)
Superliga er en dansk rocksang af rockbandet Nephew, der blev udgivet i 2004. Den blev udgivet som den 3. single fra deres andet album USADSB.
Sangen omhandler det skjulte budskab om kærlighed og i sangen nævnes en masse kendte mennesker.
Der blev i 2013 udgivet en ny version med opdateret tekst, som var skrevet af lytterne.

## Kendte der nævnes
- Jason Watt
- Rasmus Trads
- Britney Spears
- Kurt Cobain
- Michael Stipe
- Wesley Snipes
- Jimmy Floyd Hasselbaink
- O.J. Simpson
- Katja Kean
- Don Ø
- Bjarne Riis
- Brian Steen Nielsen
- Mogens Amdi Petersen
- Pia Kjærsgaard
- Johnny Cash
- Simon Kvamm

Den vandt dem også GAFFA-prisen i 2004 for Årets Danske Hit.

## Musikvideo
Der blev også lavet en musikvideo til sangen samme år. Filmen blev instrueret og klippet af Jakob Thorbek og Rasmus Meisler, der næsten stod for at lave hele videoen selv. Videoen fik prisen for årets bedste video Til Danish Music Award i 2005. I videoen ses forsangeren Simon Kvamms lillebror, der danser med en t-shirt, der hele tiden skifter skrift efterhånden som de forskellige berømtheder nævnes. Filmens farvetema skifter konstant mellem rød, blå og gul.